# Trachystola scabripennis
Trachystola scabripennis är en skalbaggsart som beskrevs av Francis Polkinghorne Pascoe 1862. Trachystola scabripennis ingår i släktet Trachystola och familjen långhorningar. Inga underarter finns listade i Catalogue of Life.